# Dendroperdix sephaena

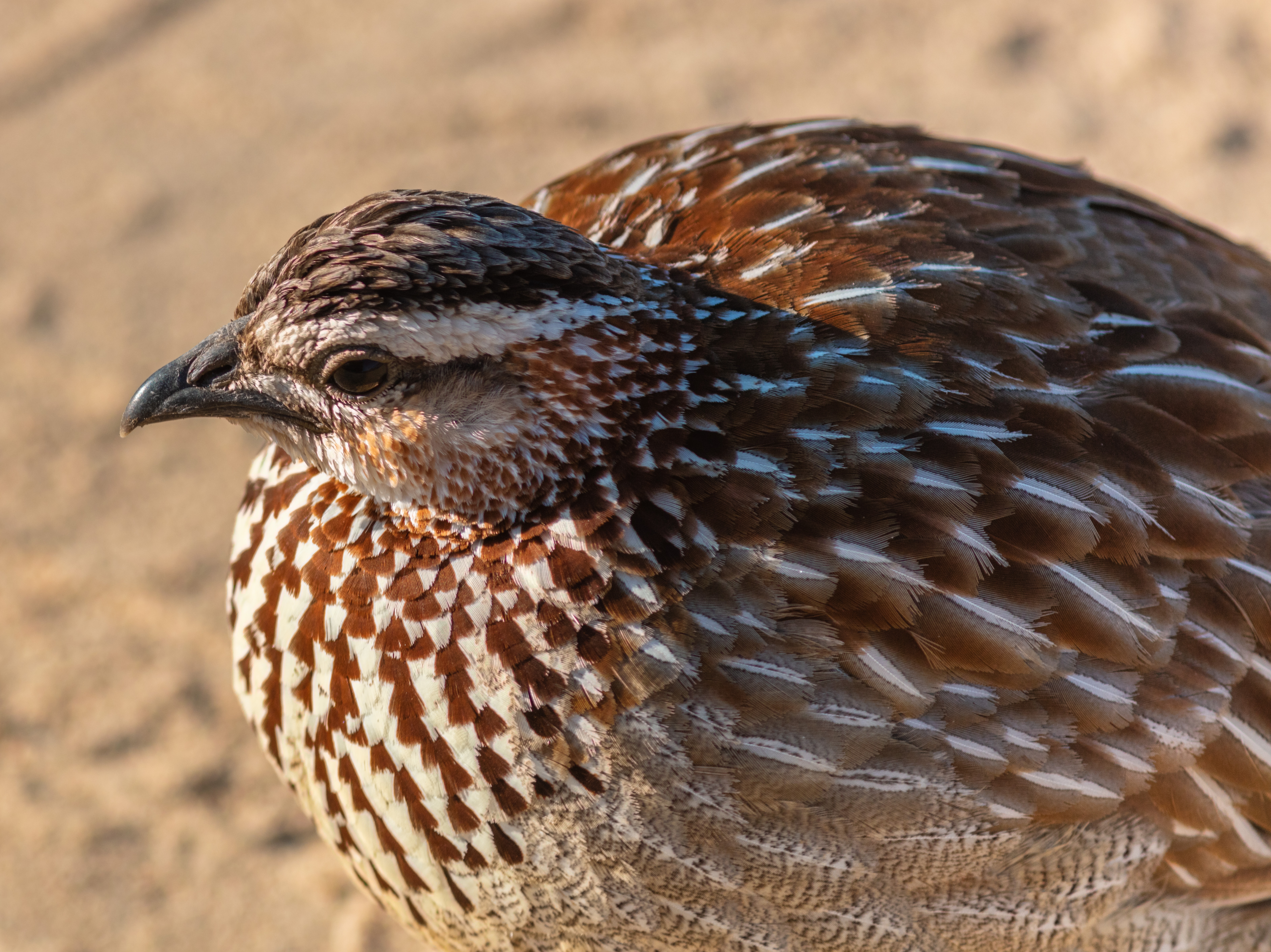
Ejemplar en el parque nacional Kruger, Sudáfrica.

El francolín capirotado (Dendroperdix sephaena) es una especie de ave galliforme de la familia Phasianidae propia de África. Es la única especie del género Dendroperdix.

## Distribución
Se lo encuentra en Angola, Botsuana, República Democrática del Congo, Etiopía, Kenia, Malawi, Mozambique, Namibia, Somalia, Sudáfrica, Sudán del sur, Suazilandia, Tanzania, Uganda, Zambia, y Zimbabue. Una de las subespecies, Dendroperdix sephaena rovuma, a veces es considerada una especie separada, el francolín de Kirk.

## Subespecies
Entre las subespecies se cuentan:
- D. s. grantii (Hartlaub, 1866)
- D. s. rovuma (Gray, GR, 1867) - Kirk's francolin
- D. s. spilogaster (Salvadori, 1888)
- D. s. zambesiae (Mackworth-Praed, 1920)
- D. s. sephaena (Smith, A, 1836)